# モデルズ・オブ・ザ・ランウェイ
『モデルズ・オブ・ザ・ランウェイ』（Models of the Runway）は、アメリカ合衆国のLifetime系列のTVドラマシリーズである。プロジェクト・ランウェイに派生した作品として、2009年から2010年にかけて2クールが制作された。

## 概要
「モデルズ・オブ・ザ・ランウェイ」は各デザイナー
と組むファッションモデル側の競争を描いた内容で、デザイナー同士が争う「プロジェクト・ランウェイ」のスピンオフ作品となっている。
参加モデル達は各シーズンを通して一緒に収容されており、結果、多くの友情や一部の葛藤、たまに敵対心が観察されたりもする。また、ファッションモデルは競争社会の職業であるため、「モデルズ・オブ・ザ・ランウェイ」はモデル間の競合や、どのデザイナーと組むか、美容技術、独自の個性などを、キャリアの歴史や願望も含めて試験する。
各ショーの終盤に選択（セレクション）が行われ、「プロジェクト・ランウェイ」のファッションデザイナーは、どのモデルと1週間仕事したいかを選ぶ。モデル達は全員同じ服装（裸足と短い黒のドレス）で、ハイディ・クルムを中心に並んでランウェイに立ち、一方デザイナー達は彼女らと向かい合って客席側に座っている。デザイナーがモデルを選択する順番は、前回エピソードのデザイン審査会でどれだけ高得点を得たか、およびランダム抽選に基づいている。最高得点で勝利したデザイナーが最初にモデルを選択し、獲得点数順にデザイナーがモデルを選択する。ここで、セレクション開始時にはデザイナー人数よりもモデルのほうが1人多いため、最後まで選ばれなかったモデルは脱落することになる。したがって、前回最低得点で生き残ったデザイナーは、どのモデルを排除するかを決定する最も重要な役割をすることになる。 
脱落直後のファッションデザイナーがモデルと会う場面は、そのデザイナーと組んでいたモデルもすぐに脱落する可能性が高いだけに、しばしば心が痛む（デザイナー達は、初回選択で組んだモデルを最後まで選び続ける傾向がある）。生き残ったモデルが脱落となったモデルの周りに集まり、彼女に別れを告げる番組終了場面もまた涙を誘うものがある。ティム・ガンはその最終的なシーンでも登場し、たいていはそのモデルを称賛しつつも、直ちに荷造りして立ち去るよう告げる。
この番組は第3シーズンを行わないと発表された。 代わりに、これまで番組で活躍したオースティン・スカーレットとサンティーノ・ライスが出演する、彼らの番組「On the Road with Austin and Santino」になった。 

## モデル

### 第1シーズン
| 名前               | 年齢 | 出身地                                          |
| ------------------ | ---- | ----------------------------------------------- |
| Yosuzi Sylvester   | 21   | ベネズエラ                                      |
| Erika Macke        | 21   | アメリカ合衆国ラスベガス・バレー                |
| Erica Milde        | 23   | アメリカ合衆国シカゴ                            |
| Valerie Roy        | 27   | アメリカ合衆国ニューヨーク                      |
| Emarie Wiltz       | 29   | アメリカ合衆国ニューヨーク                      |
| Fatma Dabo         | 25   | ガンビア                                        |
| Vanessa Fitzgerald | 20   | アメリカ合衆国ニューヨーク                      |
| Tara Egan          | 21   | アメリカ合衆国シカゴ                            |
| Ebony Jointer      | 19   | アメリカ合衆国ロサンゼルス郡 (カリフォルニア州) |
| Celine Chua        | 28   | シンガポール                                    |
| Kojii Helnwein     | 25   | アイルランド                                    |
| Katie Sticksel     | 22   | アメリカ合衆国ロサンゼルス                      |
| Matar Cohen        | 24   | イスラエル                                      |
| Lisa Blades        | 24   | アメリカ合衆国ロサンゼルス                      |
| Tanisha Harper     | 24   | アメリカ合衆国フェニックス                      |
| Kalyn Hemphill     | 19   | アメリカ合衆国ニューヨーク                      |

### 第2シーズン
| 名前                   | 年齢 | 出身地                                          |
| ---------------------- | ---- | ----------------------------------------------- |
| Kelly Gervais          | 19   | アメリカ合衆国エセックス郡 (ニュージャージー州) |
| Elizaveta Melnitchenko | 19   | オーストリア                                    |
| Sophia Lee             | 26   | 台湾                                            |
| Sarah Bell             | 22   | アメリカ合衆国シンシナティ                      |
| Kasey Ashcraft         | 24   | アメリカ合衆国ソールズベリー                    |
| Megan Davis            | 19   | アメリカ合衆国デ・モイン                        |
| Alexis Broker          | 25   | アメリカ合衆国デンバー                          |
| Alison Gingerich       | 23   | アメリカ合衆国シンシナティ                      |
| Holly Ridings          | 24   | アメリカ合衆国ウィネベーゴ郡 (イリノイ州)       |
| Valeria Leonova        | 23   | ロシア                                          |
| Cerri McQuillan        | 23   | アイルランド                                    |
| Monique Darton         | 24   | アメリカ合衆国クロウウィング郡 (ミネソタ州)     |
| Brittany Oldehoff      | 20   | アメリカ合衆国フォートローダーデール            |
| Brandise Danesewich    | 32   | カナダ                                          |
| Lorena Angjeli         | 20   | アルバニア                                      |
| Kristina Sajko         | 29   | クロアチア                                      |